# Chen Weihua
Chen Weihua (em chinês:  陈卫华) é um jornalista chinês que atua como chefe de departamento do China Daily na União Europeia, um jornal de língua inglesa de propriedade do Partido Comunista da China. Chen já atuou como colunista, correspondente-chefe em Washington e editor-adjunto da edição estadunidense do China Daily.

## Educação
Chen é formado pela Universidade Fudan, onde estudou jornalismo internacional e microbiologia. Depois de graduar-se, Chen realizou bolsas de estudo na Universidade do Havaí e na Macalester College, bem como uma bolsa de jornalismo "John S. Knight" na Universidade Stanford de 2004 a 2005.

## Carreira
Chen começou sua carreira jornalística no China Daily em 1987. Seus escritos se concentram na política dos Estados Unidos e nas relações entre China e Estados Unidos.
Em 2005, enquanto bolsista de jornalismo na Universidade de Stanford, Chen atuou como vice-editor-chefe do Shanghai Star e vice-chefe de departamento do China Daily em Xangai. Desde então, Chen atuou como colunista e correspondente-chefe em Washington para o China Daily e como vice-editor do China Daily USA. Ele apareceu na Televisão Central da China, ABC News, NPR e KQED. A partir de 2020, Chen passou a atuar como chefe de departamento do China Daily na União Europeia. De acordo com o conselho editorial do The Jerusalem Post, ele continua sendo um colunista popular do China Daily.
Chen usou o Twitter para criticar políticos e figuras públicas que criticam o governo da China. O The Globe and Mail relata que os tweets de Chen são consistentes com o tom da diplomacia do guerreiro lobo. Chen defendeu seus tweets publicamente, escrevendo no China Daily que: "se [...] palavras desprezíveis, atos e conspirações não desencadearem a resposta mais forte dos diplomatas chineses, então eles não estão fazendo seu trabalho". A conta do Twitter de Chen foi brevemente suspensa em 2019 pelo que o Twitter descreveu como "incitação à violência" contra manifestantes em Hong Kong, depois de escrever que os manifestantes teriam sido baleados pela polícia se estivessem nos Estados Unidos.
Durante a invasão da Ucrânia pela Rússia em 2022, Chen repetiu as alegações russas que contestam a veracidade do massacre de Bucha.